# Mahaveer Raghunathan
Mahaveer Raghunathan (Chennai, 17 november 1998) is een Indiaas autocoureur. Hij reed in 2019 in de Formule 2 voor het team MP Motorsport onder de Nederlandse vlag.

## Carrière
Raghunathan begon zijn autosportcarrière in het karting in 2011, waar hij tot 2013 in actief bleef. Daarnaast maakte hij in 2012 zijn debuut in het formuleracing in vier races van de JK Racing Asia Series voor het team Meco Racing.
In 2013 kwam Raghunathan uit in de MRF Challenge Formule 1600, waarin hij zesde werd. Daarnaast nam hij deel aan het laatste raceweekend van de Formula Masters China op het Shanghai International Circuit voor het team Cebu Pacific Air by KCMG en eindigde de races respectievelijk als veertiende, vijftiende en twaalfde.
In 2014 stapte Raghunathan over naar het nieuwe Italiaanse Formule 4-kampioenschap, waarbij hij vanaf het tweede raceweekend uitkwam voor het team F & M. Met vier zesde plaatsen op het Autodromo Nazionale Monza en het Autodromo Enzo e Dino Ferrari als beste resultaat eindigde hij als twaalfde in het kampioenschap met 45 punten.
Aan het begin van 2015 nam Raghunathan deel aan het laatste raceweekend van de MRF Challenge Formule 2000 op het Madras Motor Racing Track. Aansluitend keerde hij terug naar Europa om dat jaar deel te nemen aan het Europees Formule 3-kampioenschap voor het team Motopark Academy. Met een twintigste plaats op de Norisring als beste resultaat eindigde hij zonder punten op de 39e plaats in de eindstand als laatste coureur die het gehele seizoen deelnam.
In 2016 maakte Raghunathan zijn debuut in de GP3 Series, waar hij uitkomt voor het team Koiranen GP. Na de seizoensopener op het Circuit de Barcelona-Catalunya, waarin hij de races op de plaatsen 23 en 24 uitreed, verliet hij het kampioenschap en ging in plaats hiervan rijden in de Auto GP. Nadat dit kampioenschap na een raceweekend ophield te bestaan, stapte hij over naar de Formula-klasse van de BOSS GP. Hierin behaalde hij twee podiumplaatsen op het Automotodrom Brno en het Autodromo Enzo e Dino Ferrari, waardoor hij op de vijfde plaats in het klassement eindigde met 118 punten.
In 2017 reed Raghunathan een volledig seizoen in de BOSS GP bij het team PS Racing. Hij won drie races op het Circuit Zolder en het Autodromo Enzo e Dino Ferrari (tweemaal). Hoewel Johann Ledermair negen races won, kwam hij in vier andere races niet aan de start, waardoor Raghunathan met 263 punten kampioen werd in de klasse. In 2018 had hij geen vast racezitje en reed hij een enkele race in de Michelin Le Mans Cup in de seizoensopener op het Circuit Paul Ricard in de LMP3-klasse voor het team United Autosports, waarin hij met zijn teamgenoot Najaf Husain als dertiende finishte.
In 2019 maakte Raghunathan zijn debuut in de Formule 2 voor het team van MP Motorsport. Tijdens de feature race in Monza behaalde hij zijn enige punt van het jaar door 10e te eindigen.